# Едмунд Адо
Едмунд Адо (енгл. Edmund Addo; Чоркор, 17. мај 2000) гански је фудбалер који тренутно наступа за ОФК Београд, на позајмици из Црвене звезде.

## Каријера
Након клуба Мајти Космос у родној Гани, Адо је као осамнаестогодишњак потписао за словачког суперлигаша Сеницу. Ту је провео три сезоне после чега је, лета 2021. године, прешао у Шериф из Тираспоља. С том екипом је освојио дуплу круну и учествовао у Лиги шампиона и баражу за елиминациону фазу Лиге Европе. Према писању медија, Црвена звезда је покушала да доведе играча у своје редове током 2022. године, али тај трансфер није реализован. За то време је Адо одиграо свега неколико утакмица за свој тадашњи клуб. У јануару 2023. постао је играч суботичког Спартака, а неколико месеци касније потписао је четворогодишњи уговор са Црвеном звездом. Недуго затим поднео је захтев за српско држављанство.
УЕФА је спор око Адовог једностраног раскида уговора са Шерифом окончала у корист клуба чиме је играчу наложено да на име обештећења плати 1.224.693 евра. Адо није био регистрован за Црвену звезду у Лиги шампиона 2023/24. У Суперлиги Србије се у протоколу нашао два пута. Седео је на клупи против Вождовца у  5. и Напретка у 17. колу. Зимске припреме пропустио је због маларије. За пролећни део такмичарске 2023/24. прослеђен је на позајмицу у Раднички из Ниша. У јулу 2024. поново је прослеђен на позајмицу, овога пута у ОФК Београд.

## Репрезентација
Адо није био члан млађих репрезентативних узраста своје државе. За сениорски састав дебитовао је против Етиопије током новембра 2021, у оквиру квалификација за Светско првенство. Уврштен је у састав репрезентације Гане за Афрички куп нација 2021.

## Статистика

### Клупска
Ажурирано 10. фебруара 2024.
|                          |          |                     |    |   |   |   |    |   |   |   |    |   |  |  |
| Сеница                   | 2018/19. | Суперлига Словачке  | 2  | 0 | 1 | 0 | —  | — | — | — | 3  | 0 |  |  |
| Сеница                   | 2019/20. | Суперлига Словачке  | 17 | 0 | 1 | 0 | —  | — | — | — | 18 | 0 |  |  |
| Сеница                   | 2020/21. | Суперлига Словачке  | 28 | 2 | 0 | 0 | —  | — | 2 | 0 | 30 | 2 |  |  |
| Сеница                   | Укупно   | Укупно              | 47 | 2 | 2 | 0 | —  | — | 2 | 0 | 51 | 2 |  |  |
|                          |          |                     |    |   |   |   |    |   |   |   |    |   |  |  |
| Шериф Тираспољ           | 2021/22. | Суперлига Молдавије | 18 | 0 | 1 | 1 | 13 | 0 | — | — | 32 | 1 |  |  |
|                          |          |                     |    |   |   |   |    |   |   |   |    |   |  |  |
| Спартак Суботица         | 2022/23. | Суперлига Србије    | 16 | 0 | 0 | 0 | —  | — | — | — | 16 | 0 |  |  |
|                          |          |                     |    |   |   |   |    |   |   |   |    |   |  |  |
| Црвена звезда            | 2023/24. | Суперлига Србије    | 0  | 0 | 0 | 0 | 0  | 0 | — | — | 0  | 0 |  |  |
|                          |          |                     |    |   |   |   |    |   |   |   |    |   |  |  |
| Раднички Ниш (позајмица) | 2023/24. | Суперлига Србије    | 0  | 0 | — | — | —  | — | — | — | 0  | 0 |  |  |
|                          |          |                     |    |   |   |   |    |   |   |   |    |   |  |  |
| Каријера                 | Каријера | Каријера            | 0  | 0 | 0 | 0 | 0  | 0 | 0 | 0 | 0  | 0 |  |  |
|                          |          |                     |    |   |   |   |    |   |   |   |    |   |  |  |

### Репрезентативна
Ажурирано 28. децембра 2023.
| Гана   | Гана    | Гана   |
| Године | Наступа | Голова |
| ------ | ------- | ------ |
| 2021.  | 1       | 0      |
| 2022.  | 7       | 0      |
| 2023.  | 4       | 0      |
| Укупно | 12      | 0      |

## Трофеји, награде и признања
Шериф Тираспољ
- Суперлига Молдавије : 2021/22.[27]

- Куп Молдавије : 2021/22.[28]